# 프로젝트 멜로디
프로젝트 멜로디(Projekt Melody) 또는 멜로디(일본어: メロディー)는 3D 애니메이션 스타일의 라이브 스트리머(버추얼 유튜버)이자 포르노 배우이다. 2019년 7월 트위터 계정이 개설되었을 때 처음 등장했고, 2020년 초부터 Chaturbate와 트위치에서 생방송을 해왔다. Chaturbate 스트리밍의 첫 3일 동안 멜로디의 트위터 팔로어는 700명에서 20,000명 이상으로 늘었고 그녀의 인기도 급상승했으나 엇갈린 반응을 보였다. 2020년 말, 멜로디는 서구 세계에 기반을 둔 최초의 브이튜버 인재 에이전시 중 하나인 VShojo의 창립 멤버가 되었다. 그녀는 실제 사람이 수행하지만 자신을 인공지능이라고 설명한다.

## 같이 보기
- 인터넷 유명인
- 아이언마우스